# Heelblaadjeskokermot
De heelblaadjeskokermot (Coleophora conyzae) is een vlinder uit de familie kokermotten (Coleophoridae). De wetenschappelijke naam is voor het eerst geldig gepubliceerd in 1868 door Zeller.
De soort komt voor in Europa.